# Hystrix indica
Hystrix indica là một loài nhím thuộc họ Nhím lông Cựu Thế giới (Hystricidae). Đây là loài bản địa Nam Á và Trung Đông.

## Mô tả
H. indica là một loài nhím lớn, nặng 11–18 kg. Thân mình chúng (từ chóp mũi đến gốc đuôi) dài 70–90 cm, đuôi dài 8–10 cm. Không rõ tuổi thọ của H. indica ngoài tự nhiên, nhưng cá thể nuôi nhốt sống lâu nhất là một con cái 27,1 tuổi.
Trên người chúng có nhiều lớp gai; những gai dài, mảnh che trên một lớp gai ngắn và dày. Gai có màu đen với nhiều mảng trắng, làm từ keratin và khá uốn ẻo. Mỗi gai đều nối với bắp thịt, giúp H. indica dựng gai lên khi nó thấy mình bị đe doạ. Gai nhím có khi đạt tới 51 cm (20 in), nhưng thường thì dài chừng 15–30 cm. Gai ngắn và cứng mọc tua tủa trên lưng và mông. Những gai ngắn này được dùng để đâm kẻ thù. Trái với quan niệm thông thường, nhím không bắn gai của chúng ra.
Chúng có bàn chân rộng với móng dài để đào hang. Như mọi loài nhím, H. indica có khứu giác tốt và một cặp răng cửa sắc bén.